# سيلينول البنزين
سيلينول البنزين هو مركب سيلينيوم عضوي صيغته C6H6Se، ويوجد في الشروط القياسية على شكل سائل عديم اللون. يعد المركب مناظراً من الناحية البنيوية لمركب الفينول، ولذلك يسمى أيضاً سيلينو الفينول، ويرمز له اختصاراً PhSeH.

## التحضير
وصف تحضير المركب أول مرة سنة 1888 من تفاعل البنزبن مع رباعي كلوريد السيلينيوم بوجود كلوريد الألومنيوم.
يحضر مركب سيلينول البنزين عملياً من تفاعل بروميد فينيل المغنسيوم مع عنصر السيلينيوم، ثم بإجراء تحميض لاحق للوسط:

## الخواص
يوجد المركب في الشروط القياسية على هيئة سائل عديم اللون، وهو عملياً غير قابل للامتزاج مع الماء، لكنه يذوب في باقي المذيبات العضوية.
من السهل أكسدة المركب، حيث يتشكل ثنائي سيلينيد ثنائي الفينيل الموافق:
{\displaystyle {\ce {4 PhSeH + O2 -> 2 PhSeSePh + 2 H2O}}}